# Zhou Tai
Zhou Tai (163 - entre 222 et 229) Officier qui a servi le Royaume de Wu pendant la période des Trois Royaumes de Chine.
À l'origine, il servit comme garde du corps de Sun Ce à partir de 195, aux côtés de son ancien camarade dans la piraterie Jiang Qin. C'est alors à ce moment que Sun Quan se prit de sympathie pour Zhou Tai et a demandé qu'il soit transféré à ses côtés.
Durant sa carrière, il sauva plusieurs fois Sun Quan, ce qui explique les nombreuses cicatrices sur son visage. 
Par la suite, il combattit dans de nombreux conflits, notamment à Ru Xu contre Cao Cao. Fort de ses exploits, Sun Quan fit de lui le grand administrateur de Hanzhong, mais aussi général des valeurs réveillées et finalement lui octroya le titre de Marquis de Lingyang
Zhou Tai mourut en 225, durant l'ère Huangwu (222-228),son fils Zhou Shao, commanda lui aussi des troupes, et participa même à la campagne contre Cao Xiu.

## Dans la culture populaire
- Personnage jouable dans la série Dynasty Warriors 4, 5, 6, 7, 8, Strikeforce 1 et 2.
- Zhou Tai est un héros recrutable et jouable dans le jeu Total War: THREE KINGDOMS.